# Clyde Purnell
Clyde Honeysett Purnell (Isola di Wight, 14 maggio 1877 – Westenhanger, 14 agosto 1934) è stato un calciatore inglese, di ruolo attaccante.

## Biografia
Oltre che giocare a calcio, durante la sua vita praticò diversi altri sport a buon livello, tra i quali il cricket (tra il 1895 ed il 1902 giocò stabilmente con l'Olympian Sporting Club di Londra, vincendo anche diversi premi), l'atletica leggera (fu per sette anni consecutivi campione nazionale sulla distanza di 100 iarde), pallanuoto e biliardo.
È morto nel 1937 mentre partecipava ad una corsa di cavalli, la Folkestone Racecourse.

## Calciatore

### Club
Ha giocato per diversi anni in squadre di livello amatoriale, vincendo anche una FA Amateur Cup con il Clapton F.C. nel 1907, segnando anche un gol nella finale, vinta per 6-0 contro l'Easton United.

### Nazionale
Ha preso parte ai Giochi Olimpici di Londra 1908, vincendo la medaglia d'oro con la sua nazionale. Ha giocato in tutte e tre le partite, segnando anche 4 gol nella partita vinta per 12-1 contro la Svezia, valevole per i quarti di finale.

## Palmarès

### Nazionale
- Oro olimpico: 1

Londra 1908